# Dawid Konarski

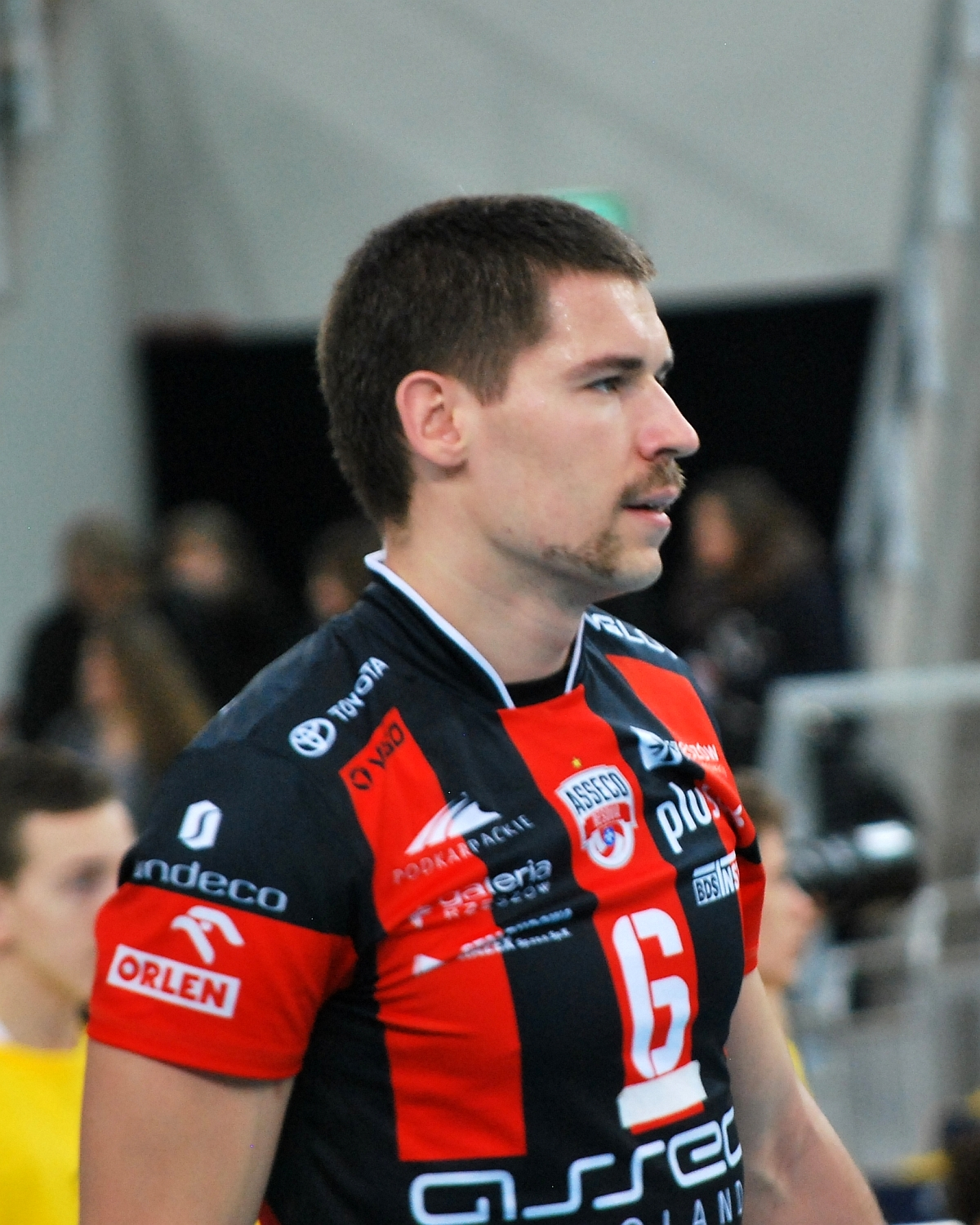
Dawid Konarski zawodnikiem Asseco Resovii Rzeszów

Dawid Andrzej Konarski (ur. 31 sierpnia 1989 w Świeciu) – polski siatkarz, grający na pozycji atakującego. 

## Życiorys
W Świeciu, swoim rodzinnym mieście, był uczniem Szkoły Podstawowej nr 3 oraz Gimnazjum nr 2.
Siatkówkę poznał dzięki nauczycielce wychowania fizycznego Irenie Kwaśniewskiej, która prowadziła w weekendy dodatkowe zajęcia sportowe w Gimnazjum nr 2. Pierwszą dyscypliną, na jaką postawił była piłka nożna. Trenował ją we Wdzie Świecie. Karierę piłkarza zakończył w wieku trampkarza.
Zanim trafił do ekstraklasy regularnie grał w siatkówkę plażową w Ośrodku Wczasowym „Deczno” w Sulnówku. W parze z Patrykiem Ośmiełą zdobywał Grand Prix Świecia oraz triumfował w Ogólnopolskim Turnieju Lumifilu. Karierę klubową rozpoczynał w Chemiku Bydgoszcz jako kadet w I klasie VIII Liceum Ogólnokształcącego w Bydgoszczy. Był uczniem tej szkoły w latach 2005–2008. W pierwszym sezonie z powodu kontuzji grał niewiele. Regularne treningi i grę zaczął jako junior. W ekstraklasie zadebiutował w 2008 roku w barwach Delecty Bydgoszcz. Postawił na niego wówczas trener Waldemar Wspaniały.
Został powołany przez Andreę Anastasiego do kadry na Ligę Światową 2012. W kadrze zadebiutował 11 maja 2012, w wygranym 3:0 towarzyskim meczu z Australią.
21 września 2014, wraz z reprezentacją Polski, wywalczył złoty medal Mistrzostw Świata 2014.
W 2014 został odznaczony Złotym Krzyżem Zasługi.
W reprezentacji Polski rozegrał 110 meczów (stan na 28.05.2018 r.)
17 kwietnia 2022 roku poinformował, że kończy karierę reprezentacyjną.
6 marca 2024 roku w 24. kolejce PlusLigi (2023/2024) w meczu z Asseco Resovią Rzeszów rozegrał 400 mecz i na ten moment miał zdobytych 5486 punktów w dotychczasowym występach w PlusLidze.

## Sukcesy klubowe
Superpuchar Polski:
- 2013

Mistrzostwo Polski:
- 2015, 2016, 2017
- 2014
- 2019, 2022[8]

Ligi Mistrzów:
- 2015

Puchar Polski:
- 2017

Puchar CEV:
- 2018

Igrzyska Saudyjskie:
- 2024

Mistrzostwo Arabii Saudyjskiej:
- 2025[9]

## Sukcesy reprezentacyjne
Mistrzostwa Świata:
- 2014, 2018

Puchar Świata:
- 2015

Mistrzostwa Europy:
- 2019

## Nagrody indywidualne
- 2013: MVP Superpucharu Polski
- 2015: MVP Mistrzostw Polski
- 2015: Najlepszy atakujący Memoriału Huberta Jerzego Wagnera
- 2017: MVP i najlepszy atakujący Pucharu Polski
- 2017: MVP Plusligi w sezonie 2016/2017
- 2017: Najlepszy atakujący Memoriału Huberta Jerzego Wagnera
- 2019: Najlepszy zagrywający Pucharu Polski
- 2019: Najlepszy atakujący Memoriału Huberta Jerzego Wagnera

## Odznaczenia
- Złoty Krzyż Zasługi – 23 października 2014[5]
- Krzyż Kawalerski Orderu Odrodzenia Polski – 2 października 2018[10]